# Psychoda caudata
Psychoda caudata är en tvåvingeart som beskrevs av Quate 1962. Psychoda caudata ingår i släktet Psychoda och familjen fjärilsmyggor. Inga underarter finns listade i Catalogue of Life.